# Fitzwilliam, England
Fitzwilliam är en ort i Storbritannien.   Den ligger i distriktet Wakefield i grevskapet West Yorkshire i riksdelen England, i den centrala delen av landet, 250 km norr om huvudstaden London. Fitzwilliam ligger 65 meter över havet och antalet invånare är 4 259.
Terrängen runt Fitzwilliam är platt. Runt Fitzwilliam är det tätbefolkat, med 659 invånare per kvadratkilometer. Närmaste större samhälle är Wakefield, 9,7 km nordväst om Fitzwilliam. Trakten runt Fitzwilliam består till största delen av jordbruksmark.